# GOLDMAN PRODUCTS
株式会社GOLDMAN PRODUCTS（ゴールドマンプロダクツ、英: GOLDMAN PRODUCTS INC.）は、日本の広告代理店である。2019年6月に株式会社SKETより社名変更。

## 概要
広告事業（WEB・SNS）、クリエイティブ制作・イベント企画制作・空間プロデュースを取り扱っている、トータルソリューションカンパニー。